# توم فيليبس (مهندس)
توم فيليبس (بالإنجليزية: Tom Phillips)‏ هو مهندس أمريكي، ولد في 4 يناير 1962.

## روابط خارجية
- توم فيليبس على موقع DriverDB.com (الإنجليزية)